# Gayophytum ramosissimum
Gayophytum ramosissimum är en dunörtsväxtart som beskrevs av John Torrey och Gray. Gayophytum ramosissimum ingår i släktet Gayophytum och familjen dunörtsväxter. Inga underarter finns listade i Catalogue of Life.